# Absonus ayalai
Absonus ayalai is een hooiwagen uit de familie Zalmoxioidae. De wetenschappelijke naam van Absonus ayalai gaat  terug op M. A. González-Sponga.